# BBC 잉글리시 리전스
BBC 잉글리시 리전스 (BBC English Regions)는 영국 잉글랜드, 맨섬, 채널 제도를 대상으로 한 지역 텔레비전 방송, 라디오 방송, 웹 방송, 텔레텍스트 방송을 맡고 있는 BBC의 부서이다. BBC의 주권국별 방송 부서 네 곳 중 하나이며 나머지 세 곳은 BBC 스코틀랜드, BBC 웨일스, BBC 북아일랜드다.
BBC 잉글리시 리전스는 12개의 별도 하위 지역국으로 구성되어 있다. 지역국의 이름은 대다수가 잉글랜드 내 각 지방 정부의 공식 명칭과 비슷하지만, 맡고 있는 권역이 행정 구역에 따른 것이 아니라 지상파 송출 권역에 따라 확정된 것이기 때문에 상당한 차이가 있는 지역국이 대다수다.
BBC 잉글리시 리전스의 본부는 버밍엄 더 메일박스에 자리해 있다. 그 외에 지역 텔레비전 방송국은 맨체스터, 리즈, 헐, 뉴캐슬어폰타인, 노팅엄, 노위치, 브리스톨, 런던, 로열턴브리지웰스, 사우샘프턴, 플리머스에 두고 있고, 지역 라디오 기지국은 잉글랜드 전역에 걸쳐 총 43곳을 두고 있다.
잉글랜드 리전스에서 제작하는 프로그램은 BBC의 국내 텔레비전 방송 및 라디오 방송 시간 중 70%를 차지하며, 시청료의 7%에 달한다.
2009년 4월부터는 잉글리시 리전스 부가 BBC 뉴스부와 제휴하여 'BBC 뉴스 방송 운영에서 협력을 최대화'하기 위해 BBC 뉴스와 제휴하고 있다.

## 같이 보기
- BBC 시청자협의회 잉글랜드
- BBC 홈 서비스 -지역별